# Cimetière de Maisons-Alfort
Le cimetière de Maisons-Alfort est un cimetière communal se trouvant à Maisons-Alfort dans le Val-de-Marne.

## Situation
L’accès principal se fait par l’avenue du Professeur-Cadiot. Il est bordé au sud par l'avenue de la République.

## Histoire
Comme bien souvent, le cimetière le plus anciennement connu de la ville avait été établi à côté de l'église Saint-Rémi.
Le décret Impérial sur les sépultures, promulgué par Napoléon Bonaparte le 12 juin 1804 devait obliger les communes à déplacer les lieux de sépultures à l'écart des lieux d'habitation.
Un terrain fut donc acquis en 1825, et le nouveau cimetière y fut ouvert l'année suivante. L’ancien cimetière resta toutefois ouvert et bénéficia même de la restauration de son mur de clôture en 1832. Finalement, c'est en 1844 qu'il fut définitivement fermé, et son terrain transformé en la place de l’Église actuelle.
Le cimetière a été agrandi en 1989.
La commune est adhérente au Syndicat intercommunal funéraire de la région parisienne.

## Personnalités inhumées
- Jean-Pierre Bisson (1944-1995), acteur
- Amédée Chenal (1852-1919), député radical-socialiste
- Marthe Chenal (1881-1947), cantatrice
- André Faucher (1924-1944), résistant[3]
- Thomas Gauvin (1984-2011), major de la promotion Capitaine Beaumont, premier saint-cyrien tombé en Afghanistan[4]
- Lucien Langelot, résistant, et sa femme Raymonde[5]
- Jean-Jacques Manceau de Lafitte (1918-1944), pilote du Normandie-Niemen[Notes 1]
- Ildefonse Rousset (1817-1878)[6], libraire, photographe et journaliste

Il s'y trouve un monument aux morts de la guerre de 1870 ainsi qu'un monument aux morts de 1914-1918.

## Galerie

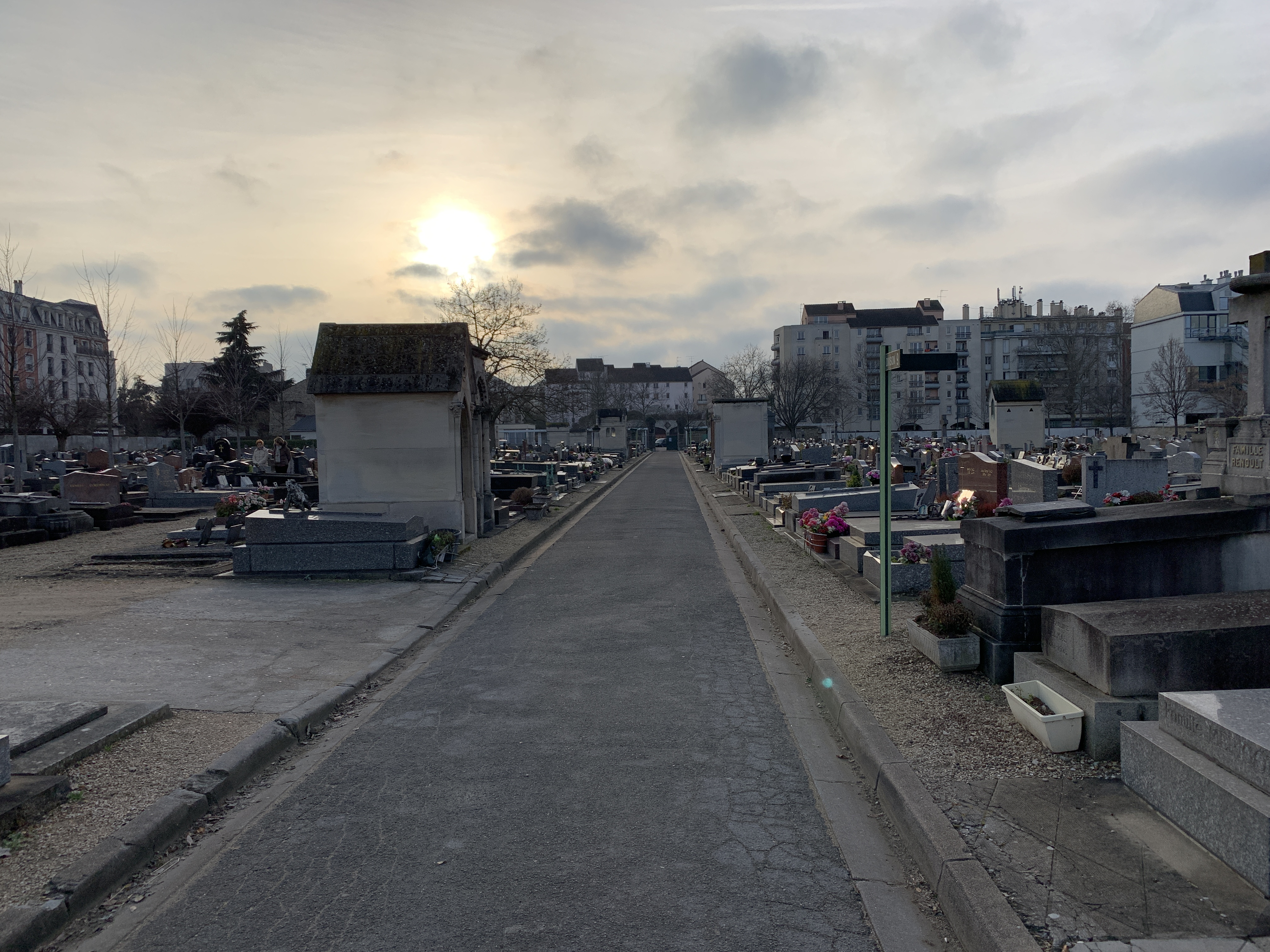
Le cimetière au couchant.
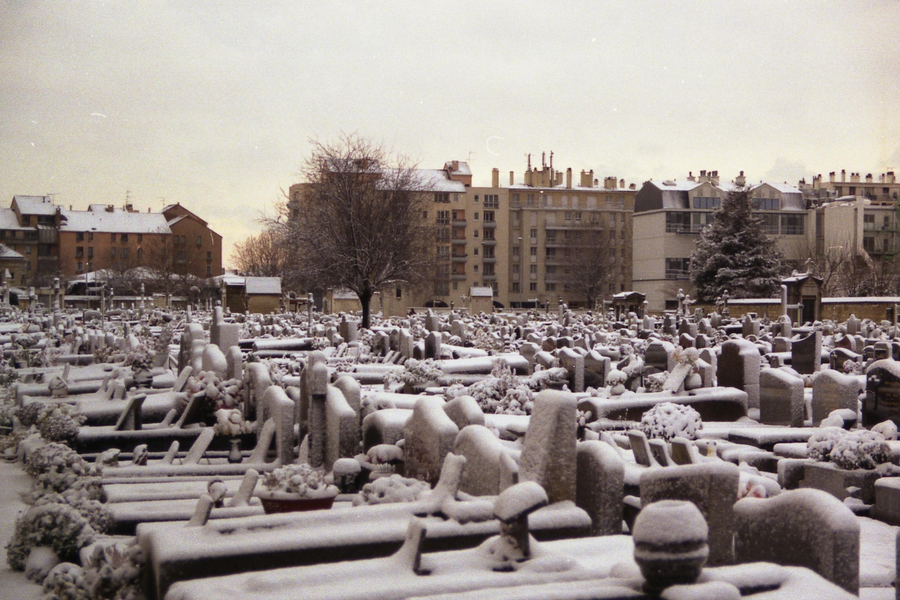
Hiver 2007.
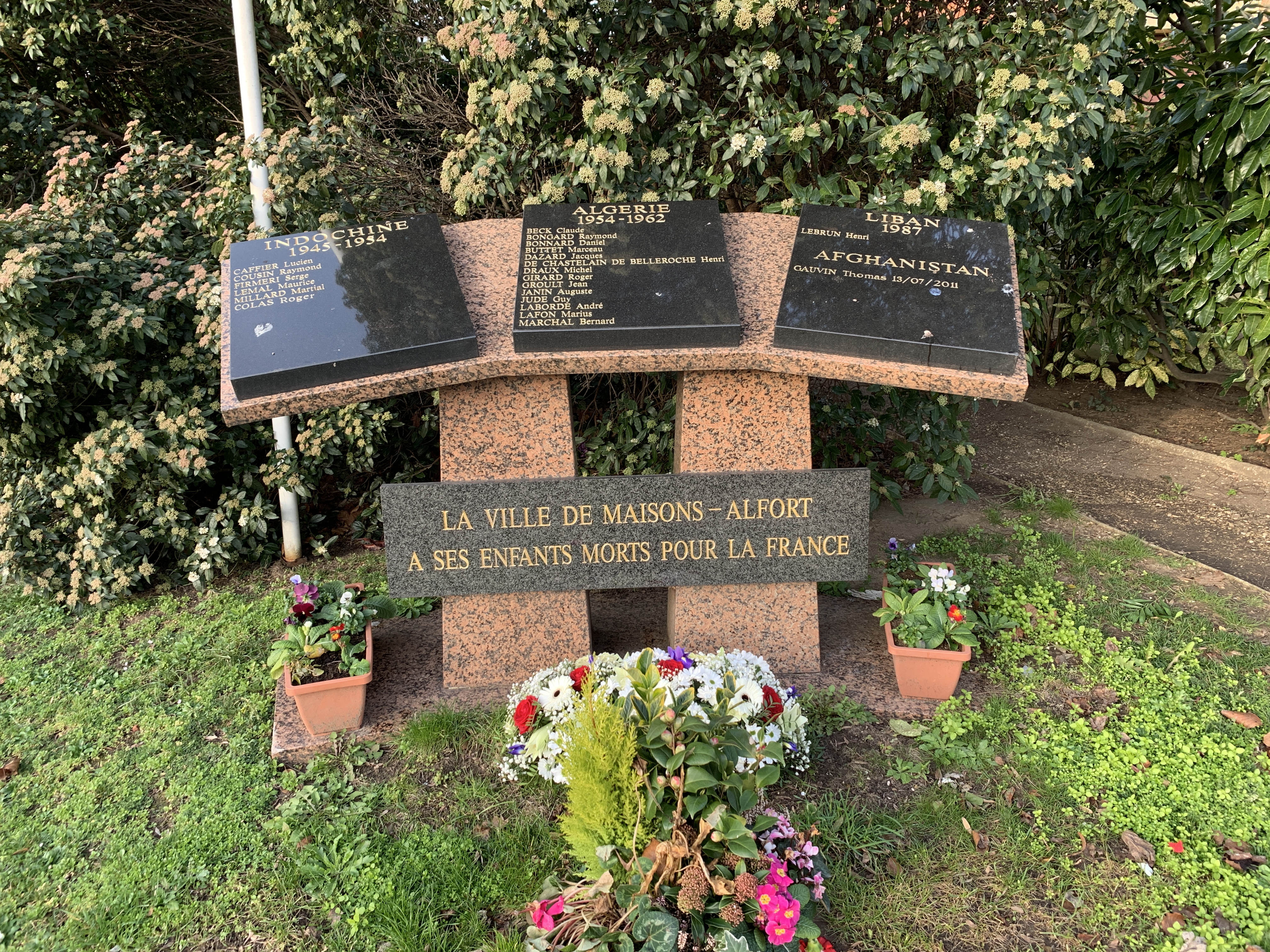
« La ville de Maisons-Alfort à ses enfants morts pour la France ».